# ヤン–ミルズ方程式と質量ギャップ問題
ヤン–ミルズ方程式の存在と質量ギャップ問題（ヤン–ミルズほうていしきのそんざいとしつりょうぎゃっぷもんだい、英: Yang–Mills existence and mass gap）とは、物理（量子色力学）および数学上の未解決問題である。2000年、アメリカ合衆国のクレイ数学研究所はミレニアム懸賞問題の一つとしてこの問題に100万ドルの懸賞金をかけた。

## 内容
問題文は次の通り。
任意のコンパクトな単純ゲージ群 G に対して、非自明な量子ヤン・ミルズ理論が {\displaystyle \mathbb {R} ^{4}} 上に存在し、質量ギャップ Δ > 0 を持つことを証明せよ。存在とは、Streater & Wightman (1964)、Osterwalder & Schrader (1973) や Osterwalder & Schrader (1975) で挙げられているものと少なくとも同等以上に強い公理的性質を確立することを含む。
このステートメントにおいて、ヤン＝ミルズ理論は素粒子物理学の標準模型の基礎にあるものと類似した非可換な場の量子論である。{\displaystyle \mathbb {R} ^{4}} は4次元ユークリッド空間であり、質量ギャップ Δ はこの理論によって予言される最小質量を持つ粒子の質量である。
従って、受賞者となるには以下を証明する必要がある。
- ヤン・ミルズ理論が存在し、現代の数理物理学、なかんずく構成的場の理論を特徴付けている厳密さの基準を満たすこと[2][3]。

- その理論が予言する力場における最小質量を有する粒子の質量が厳密に正であること。

たとえば、G=SU(3) （強い力の相互作用）である場合は、グルーボールの質量に下限が存在し、それより軽くはできないことを証明する必要がある。

## 背景
| 「 | [...] 4次元時空における数学的に完全な量子ゲージ理論の例は未だ得られておらず、4次元の量子ゲージ理論の正確な定義さえも得られていない。この状況は21世紀には変わるだろうか？ そうあって欲しい！ | 」 |
| —アーサー・ジャッフェ(Arthur Jaffe)とエドワード・ウィッテン(Edward Witten)による Clay Institute の公式な問題記述より | |    |

問題は、ワイトマンの公理を満たす量子場理論を構成することと、質量ギャップの存在を示すことを要求している。この両者について以下説明する。

### ワイトマンの公理系
このミレニアム賞問題は、ワイトマンの公理系もしくは同等に厳密な公理系を満たすヤン・ミルズ理論を求めている。ワイトマンの公理系には4つの公理がある。
W0 (相対論的量子力学の前提)
量子力学はフォン・ノイマンの流儀に従い記述される。特に、純粋状態は射線（すなわち、何らかの可分複素ヒルベルト空間の 1次元部分空間）により与えられる。
ワイトマンの公理系はポアンカレ群がヒルベルト空間に対してユニタリ的に作用することを要請する。別の言い方をすると、そこには位置に依存する量子場と呼ばれる作用素が存在し、共変なポアンカレ群の表現を形成する。
時空変換の群は可換なので、作用素は同時に対角化可能である。これらの群の生成子は4つの自己共役作用素 {\displaystyle P_{0},P_{j}}, j = 1, 2, 3 をもたらし、これは同次群の下で 4次元ベクトルに変換されて、エネルギー・運動量4次元ベクトルと呼ばれる。
ワイトマンの第0公理の第二の部分は、表現 U(a, A) がスペクトル条件を満たすことである。すなわち、エネルギー・運動量の結合スペクトルが次式で示す前方光円錐の閉方に含まれる。
{\displaystyle P_{0}\geq 0,\dots ,P_{0}^{2}-P_{j}P_{j}\geq 0.}
公理の第三の部分は、ヒルベルト空間内の射線で表現される一意な状態が存在し、ポアンカレ群の作用下で不変量となることである。これは真空と呼ばれる。
W1 (場の定義域と連続性についての条件)
全ての試験関数 f について、作用素の集合 {\displaystyle A_{1}(f),\ldots ,A_{n}(f)}が存在し、それらの随伴作用素と合わせて、真空を含むヒルベルト状態空間の稠密な部分集合上に定義される。場 A は作用素に値を持つ扱い易い分布である。このヒルベルト状態空間は真空に作用する場の多項式により張られる（巡回性条件）。
W2 (場の変換法則)
場がポアンカレ群の作用の下に共変であり、ローレンツ群（または、スピンが整数でない場合は SL(2,C)）の何らかの表現 S に従い次のように変換されること。
{\displaystyle U(a,L)^{\dagger }A(x)U(a,L)=S(L)A(L^{-1}(x-a)).}
W3 (局所可換性と微視的因果律)
2つの場の台(support)が空間的に分離されている場合、場が可換または反可換であること。
真空の巡回性と真空の一意性は、ときには分けて考えられる。また、漸近的完備性（すなわち、ヒルベルト状態空間が漸近空間 {\displaystyle H^{in}} と {\displaystyle H^{out}} により張られる）という性質もあり、衝突S行列に現れる。場の理論のもう一つ重要な性質として、公理からは要請されていない質量ギャップ(mass gap)がある。これは、エネルギー・運動量スペクトルが0と何らかの正の数の間でギャップを持つことである。

### 質量ギャップ
質量ギャップ(mass gap)とは、場の量子論における真空とその次に低いエネルギー準位との間のエネルギー差を指す。真空のエネルギーを0と定義し、すべてのエネルギー準位を平面波の粒子として考えるとき、質量ギャップは最も軽い粒子の質量と考えられる。
任意の実数の場 {\displaystyle \phi (x)} について、相関関数が次の性質を持つ場合、理論は質量ギャップを持つということができる。
{\displaystyle \langle \phi (0,t)\phi (0,0)\rangle \sim \sum _{n}A_{n}\exp \left(-\Delta _{n}t\right)}
ここで、{\displaystyle \Delta _{0}>0} はハミルトニアンのスペクトルにおける最低のエネルギー値であり、すなわち質量ギャップである。この量は他の場へ容易に一般化でき、一般に格子計算で測られる。ヤン・ミルズ理論が格子上で質量ギャップを生じることは、この方法で証明された。

## ヤン・ミルズ理論の重要性
4次元で最も有名かつ非自明な（つまり相互作用を持つ）場の量子論は、カットオフスケールを持つ有効場の理論である。ほとんどのモデルに対しベータ関数は正であるから、そのようなモデルの殆どはランダウ極(Landau pole)を持つと思われる。何故ならそれらが非自明なUV固定点を持つか否かは全く明らかでないからである。このことから、もしそのような場の量子論がすべてのスケールでwell-definedならば（公理的場の量子論の公理を満たすなら当然その筈だが）、その理論は自明（つまり自由場の理論）でなければならないことが分る。
しかし、非可換なゲージ群を持ちクォークを持たない量子ヤン＝ミルズ理論はこの例外である。なぜなら、そのような理論は漸近的自由性を持つので、自明なUV固定点が存在するからである。従って、これが 4次元で最も単純かつ非自明で構成的な量子場理論となる。因みに量子色力学(QCD)はクォークを持つので、より複雑な理論である。

### クォークの閉じ込め
理論物理学では既に証明されていることだが（但し数理物理学の意味での厳密さではない）、非可換リー群の量子ヤン＝ミルズ理論は、色荷の閉じ込めと呼ばれる性質を示す。この性質の詳細については適当な量子色力学(QCD)の記事を参照のこと（量子色力学、クォークの閉じ込め、格子ゲージ理論など。但し数理物理学の意味での厳密さではない）。この性質がもたらす帰結の一つとして、QCDスケール（より適切には、この理論にクォークは出て来ないので閉じ込めスケールと言うべきだが）と呼ばれるあるスケールを超えると、色荷はQCDストリングにより結合され、色荷同士の間で線型なポテンシャルを生じる。このため自由な色荷や自由なグルーオンは存在できない。もし閉じ込めがなければ質量を持たないグルーオンを見付けられそうなところだが、実際には閉じ込められているので、グルーオンの色荷が中和された結合体しか観察できず、これはグルーボールと呼ばれる。もしグルーボールが存在するなら質量を持つので、質量ギャップの存在が期待されることになる。